# Yeremi Pino
Yeremi Jesús Pino Santos (* 20. Oktober 2002 in Las Palmas de Gran Canaria), bekannt als Yeremy, ist ein spanischer Fußballspieler. Er spielt hauptsächlich als rechter Flügelstürmer und ist beim FC Villarreal sowie in der A-Nationalmannschaft aktiv.

## Karriere

### Verein
Yeremy wechselte 2014 in die Jugendabteilung von UD Las Palmas, nachdem er zuvor für AD Huracán und FC Barrio Atlántico gespielt hatte. Am 22. Juni 2017 unterschrieb er, nachdem er ein Angebot des FC Barcelona abgelehnt hatte, beim FC Villarreal. Sein Debüt in der C-Mannschaft gab Yeremy am 24. August 2019, als er in der zweiten Halbzeit für Fer Niño eingewechselt wurde und den dritten Treffer beim 3:0-Auswärtssieg in der Tercera División gegen Recambios Colón CD erzielte. Nach seiner ersten Saison in der dritten Mannschaft wurde er in die B-Mannschaft in die Segunda Division befördert, begann aber direkt mit der A-Mannschaft zu trainieren. Er gab sein Debüt im Profifußball am 22. Oktober 2020, als er Francis Coquelin beim 5:3-Sieg in der UEFA Europa League gegen Sivasspor ersetzte. Drei Tage später gab er sein La-Liga-Debüt, wiederum von der Bank aus beim 0:0-Unentschieden bei dem FC Cádiz. Am 12. November 2020 verlängerte er seinen Vertrag mit dem Verein bis 2024.
Am 26. Mai 2021 spielte er im Finale der UEFA Europa League gegen Manchester United und wurde mit 18 Jahren und 218 Tagen der jüngste spanische Spieler, der in einem großen europäischen Finale stand. Damit brach er den bisherigen Rekord von Iker Casillas im UEFA-Champions-League-Finale 2000, der 19 Jahre und 4 Tage alt war. Er wurde auch der jüngste Spieler, der den Wettbewerb gewann und stellte damit den Rekord von Robin van Persie im UEFA-Pokal-Finale 2002 in den Schatten.

### Nationalmannschaft
Yeremy war ab 2018 Jugendnationalspieler Spaniens. Er spielte 2019 bei der U17-Europameisterschaft und 2021 bei der U21-Europameisterschaft und erreichte mit seiner Auswahlmannschaft jeweils das Halbfinale. Im Oktober 2021 debütierte er in der A-Nationalmannschaft.

## Titel und Erfolge
Verein
- Europa-League-Sieger: 2021

Nationalmannschaft
- UEFA-Nations-League-Sieger: 2023